# Claus Norreen
Claus Norreen (Gentofte, 5 giugno 1970) è un musicista e produttore discografico danese, meglio conosciuto per essere stato un membro del gruppo musicale danese Aqua fino al 2016.

## Biografia
Claus Noreen è nato a Charlottenlund, nei pressi di Copenaghen. Prima di iniziare a fare musica sul serio, ha sempre desiderato diventare un chimico. Al di fuori della scuola, uno dei suoi più grandi interessi è stato la electro-pop music, che lo spinse a comprare un paio di tastiere e iniziare a lavorare come industrial-techno. Quando ha finito la scuola ha iniziato a lavorare nel negozio di abbigliamento delle sorelle. Il lavoro in negozio ha ispirato e influenzato il suo stile di musica.
Nel 1989 ha incontrato Søren Rasted e nello stesso anno fondò con lui, con René Dif e con Lene Nystrøm il famoso gruppo musicale "Joyspeed", poi diventato Aqua. Con gli Aqua pubblicò due album che ottennero un enorme successo, ovvero Aquarium e Aquarius, rispettivamente nel 1997 e nel 2000. Nel 2001 il gruppo si sciolse per problemi fra i membri. Dopo lo scioglimento Claus è rimasto nell'industria musicale, ma si è limitato a produrre dei remix di altri brani musicali con lo pseudonimo Danny Red.